# Оповістки з Меекханського прикордоння
«Оповістки з Меекханського прикордоння» (пол. Opowieści z meekhańskiego pogranicza) — цикл фентезійних творів польського письменника Роберта Веґнера про події у Меекханській імперії. Цикл з 2009 року видається «Powergraph» у Польщі. Українською мовою книги циклу виходять у видавництві РМ за перекладом Сергія Легези, починаючи з 2019 року.

## Твори циклу
Північ. Сокира і скеля (пол. Północ), 2009
- Гідність горця (пол. Honor górala), 2006
- Усі ми — меекханці (пол. Wszyscy jesteśmy Meekhańczykami), 2009
- Багрянець на плащі (пол. Szkarłat na płaszczu), 2009
- Кров наших батьків (пол. Krew naszych ojców), 2009

Кожен отримає свою козу (пол. Każdy dostanie swoją kozę), 2009
Південь. Меч і жар (пол. Południe), 2009
- Бо кохаю тебе понад життя (пол. Ponieważ kocham cię nad życie), 2006
- Якби я мала брата (пол. Gdybym miała brata), 2007
- Поцілунок скорпіона (пол. Pocałunek skorpiona), 2009
- Убий мої спогади (пол. Zabij moje wspomnienia), 2009

Схід. Стріла та вітер (пол. Wschód), 2010
- І будеш муром (пол. I będziesz murem), 2007
- Найкращі, яких можна купити (пол. Najlepsze, jakie można kupić…), 2010
- Колесо з вісьмома шпицями (пол. Koło o ośmiu szprychach), 2010
- Оце наша заслуга (пол. Oto nasza zasługa), 2010

Захід. Кинджал і море (пол. Zachód), 2010
- Світло на лезі меча (пол. Światło na klindze miecza), 2007
- Мішок, повний змій (пол. Sakiewka pełna węży), 2010
- Обійми міста (пол. Objęcia miasta), 2010
- Річка споминів (пол. Rzeka wspomnień), 2010

Небо зі сталі (пол. Niebo ze stali), 2012
- Частина 1. Смак заліза (пол. Smak żelaza)
- Частина 2. Смак крові (пол. Smak krwi)

Пам'ять усіх слів (пол. Pamięć wszystkich słów), 2015
- Частина 1. Клацання кісток (пол. Stukot kości)
- Частина 2. Посмішка дурня (пол. Uśmiech głupca)

Кожна мертва мрія (пол. Każde martwe marzenie), 2018
- Частина 1. Натягнута тятива (пол. Napięta cięciwa)
- Частина 2. Стіна, що тріснула (пол. Pęknięty mur)

Воно все ще може тріпотіти (пол. Jeszcze może załopotać), 2019

## Всесвіт циклу
Події циклу розгортаються у вигаданому світі, який за технологічним розвитком можна співставити з європейським Середньовіччям, однак за устроєм, військовою підготовкою та підходом до управління провінціями більше нагадує Римську імперію. Центральним регіоном для всіх творів циклу є імперія Меекхан, заселена нащадками кочових племен, меекханцями, які прийшли зі сходу за півтори тисячі років до початку подій першого твору циклу, та частково асимільованими нащадками корінних народів, підкорених меекханцями. З півночі імперія оточена льодовиком та горами, з півдня — пустелями та горами, із заходу — океаном, а зі сходу — степом. Керування імперією здійснюється імператором та Радою Перших, до якої входить аристократія. Влада підкріплюється могутньою регулярною армією та розвиненою внутрішньою і зовнішньою розвідками.
У світі Меекхана існує магія (у циклі має назву — «Сила») і маги, об'єднані в гільдії, що перебувають на службі імперії. За своїм походженням магія є природньою та поділяється на напрямки («аспекти») — кожен навчений маг володіє одним або декількома аспектами сили. Магія, підпорядкована людині, широко використовується у повсякденному житті: у формі заклинання погоди, під час воєнних дій, під час виготовлення магічних предметів тощо. Власними видами магії володіють народи, які живуть поза імперією (наприклад, магія підпорядкування духів). Крім магії, у світі Меекхана існують численні боги, які можуть приходити у світ людей у формі «смертної оболонки», вселяючись у людей або тварин.

## Сюжет
Сюжетні лінії саги спочатку розвиваються паралельно, кожному регіону відповідає один чи декілька головних персонажів.

### Північ-Південь
На Півночі — молодий лейтенант Гірської Варти та його люди, яким доручено охороняти гірські рубежі імперії, а також розслідувати вбивства та таємничі зникнення людей. На Півдні сюжет обертається довкола пустельного племені іссарам, яке Меекхан спробував завоювати чверть століття назад з великими жертвами з обох сторін. Релігія іссарам зобов'язує вбити кожного чужинця хто побачить їхнє обличчя, тому за межами поселень вони закривають обличчя.

#### Гідність горця
Шоста рота шостого полку Гірської Варти, переслідуючи в горах клан канібалів шадорі, знищує один з їхніх загонів. Керівник загону, лейтенант Кеннет-лив-Даравит здогадується, що решта клану перейшла льодовик на територію агерів — диких ворожих племен. Переходячи через льодовик, перша десятка роти провалється під лід, і приданий до роти цивільний чарівник, Аманделларт, гине, рятуючи солдат. На іншій стороні вони зустрічають шамана агерів Борегеда, який пропонує Кеннету ситуативний союз з метою знищення решти канібалів. Агери раніше атакували, але виявилось, що у шадорі була неприродно велика кількість вроджених магів, і після важких втрат з обох сторін частина з них втекла. Борегед разом з ротою Кеннета влаштовує засідку на решту шадорі. Арбалентний залп вбиває всіх магів крім одного. Кеннет переслідує його, і виявляє, що це — ніхто інший як, ніби-то загиблий на льодовику, Амаделларт. У словесній перепалці Кеннет розкриває свої здогади: оскільки талант магів передається по спадковості, але маги зазвичай безплідні, то одна з гільдій магів вирішила провести експеримент з близьким схрещуванням одного клану в якому народжуваність магів була вищою за середню. Масове безумство, канібалізм і жорстокість були побічним наслідком. Аманделларт намагається втекти, але Кеннет скидає його в урвище.

#### Усі ми— меекханці
Після рутинного патрулювання половина шостої роти випадково викриває бродячого менестреля як шпигуна. Ведучи з собою в'язня, загін рушає в денний піший перехід до казарм. Протягом переходу Варгенн Велерґорф, один з десятників, оповідає історію битви, яка відбулась в суміжній долині чверть століття назад: у ті час се-кохладнійські кочівники здобули кілька вагомих переваг над меекханцями. Чотири роти сімнадцятого піхотного полку під командуванням полковника Дарвена-лав-ґласдерна намагаються перейти через перевал, однак виявляють, що долина з вузьким входом і весь шлях на гору на перевал заповнений цивільними біженцями, які втікають від кінної армії кочівників, яка насувається з півдня. Піхотинці окопались біля вузького входу в долину, і ціною свого життя утримували прохід протягом часу, достатнього, щоб вся маса біженців піднялась на гору. Як наслідок ції битви, місцеве населення, вессирці, стали значно лояльніше ставитись до Меекхану.
По завершенні переходу спійманого шпигуна відправляють в камеру, де його провідує Щур — представники внутрішньої розвідки імперії — і з розмови між ними стає зрозуміло, що спійманий — Хорт, представник зовнішньої розвідки, важлива місія якого під загрозою в наслідок оцих подій. Щоб відновити її, потрібно хоча б тимчасово усунути тих, хто бачив «шпигуна, спійманого на постоялому дворі» — а саме, шосту роту, десь подалі з провінції. Також згадується, що розвідка Лавеннера, подвійну гру з якою власне й веде спійманий Хорт, шукає дівчину, яка за описом нагадує Канайонесс.

#### Багрянець на плащі
Супроводжуючи меекханського дипломата в міссії до Винде'канну, сусіднього князівства, Варгенн рятує від рук розбишак хлопчину з вадами розвитку, і ненароком дарує йому свій плащ. На прийомі у Клависса Та'Клава, тахґа, себто володаря Винде'кану, відбувається конфлікт між старим, мирно налаштованих тахґом та його племінником Навером — амбітним ватажком бандитів, який мріє перебрати владу в свої руки та почати війну з Меекханом у славу бога-бика Сетрена. Меекханська дипломатка разом з тахґом повертають ситуацію на свою користь. Навер приводить в'язня — спійманого хлопчину в плащі гірської варти, хоч і без її відзнак, і вбиває його перед усіма. Клависс виганяє Навера, а Кеннет разом з ротою вирушають за ним, оскільки обезчещення плаща призведе до розформування роти. Вони роблять засідку на перевалі, за допомогою трембіт спускають лавину яка вбиває Навера разом з його бандою в 300 людей. Нагородою за знищення банди, шоста рота отримує право носити шістки на плащах вигаптувані червоним кольором.

#### Кров наших батьків
Шоста рота вирушає у віддалене рибальське село з метою розслідувати загадкове вбивство шести людей, про яке повідомив торговець. Місцеві мешканці намагються видати цю історію за розіграш, але чергове тіло знаходять уже вартівники. Розслідуючи ці події, перед Кеннетом розкривається справжня суть села: села, яке насправді не живе з риболовлі, а вийнятково з артефактів минулого, які викидає на берег озера коли чергова брила льоду падає з льодовика в озеро. Берег поділений на ділянки і селяни жорстоко конкурують за кожну його п'ядь. Дружину загиблого нещодавно рибалки повісили, а дітей використовували для випробовування виловлених магічних артефактів. Один з артефактів — рукавиці воїна-демона який загинув у давній війні з богами, і які жили своїм життям, дістався хлопчику і взяв контроль над ним. В той же час за селом спостерігає група Щурів, мета якої — заволодіти хлопчиком, і Борехед, який приплив віддати данину старій клятві — бо в тій давній війні аґ'хеері (яких тепер люди звуть агерами) стояли пліч опліч з людьми проти власника рукавички. Кеннет знаходить хлопця, Щурі атакують вартівників з метою захопити його, але Борехед вмішується і варта перемагає. У підсумку конфлікту з Щурами, шосту роту відправляють на Схід імперії, де назріває новий конфлікт з се-кохландійцями.

#### Бо кохаю тебе понад життя
Молодий воїн-іссар Йатех наймається охоронцем до багатого меекханського купця Аеріна-кер-Ноеля. Дружина Аеріна, Еланда, родину якої вирізали іссарам під час останнього конфлікту, категорично проти цього, але на дім купця стається напад великого угрупування бандитів в ході якого Йатех вбиває мага нападників та рятує їхнього сина. Еланда погоджується, щоб Йатех залишився. Минає три роки, протягом яких Йатех вливається в сімейство кер-Ноель. Донька Аеріна, Існаель, закохується в Йатеха, він відповідає їх взаємністю. Під час однієї з їх таємних зустрічей, Існаель випитує Йатеха про ритуал прийняття чужинки в іссарам. Знехотя Йатех розповідає історію сліпої жінки, яку зневажало все плем'я, і яка теж була чужинкою — його матір'ю. Осліплення було частиною прийняття чужинців в плем'я. Існаель знімає пов'язку з очей щоб побачити його обличчя і Йатех вбиває її.

#### Якби я мала брата
Йатех повертається в поселення іссарам і дізнається, що його сестра, Деана, замість бути однією з найбажаніших наречених, фактично близька до ролі вигнанки, оскільки матрона одного з найсильніших кланів поселення втратила сім'ю у війні з Меекханом, і розпускає плітки про напівкровку-Деану. Йатех входить в конфлікт з нею, в результаті якого він вбиває двох її синів. Розуміючи, що він такий самий чужий між іссарам як і між меекханців, Йатех знищує своє ім'я на стіні в залі пам'яті, ламає севої мечі та йде у пустелю помирати. З цього моменту всі в поселенні повинні вважати, що він ніколи не народжувався.
Убитий горем Аерін прибув у поселення у пошуках Йатеха, але старійшини племені заперечують, що будь-коли чули про нього. Повертаючись в пустелю, його перестріває Деана, показує залу пам'яті і розповідає про те, що Йатех глибоко сумував за тим, що він зробив. Аерін розповідає їй про свій план напасти на поселення разом з групою найнятих бандитів, але так цього і не робить.

#### Поцілунок скорпіона
Йатех іде пустелею з метою померти — це єдиний вид самогубства, яке допускає релігія іссарам. Близький до смерті він кусає скорпіона, який жалить своєю чергою його. Під дією отрути скорпіона він марить згадуєче своє минуле. Його знаходить кочівники к'к'на — далекі родичі й давні вороги його племені, війна з якими тривала століттями. У своїх видіннях і наяву він бачить дівчину, яка представляється як Мала Кана — дивну істота, яка володіє надзвичайними силами і найімовірніше не є людиною. Мала Кана дає йому мечі, якими він вбиває к'к'на, лікує його і наймає його до себе охоронцем.

#### Убий мої спогади
Ця історія частково проливає світло на минуле Малої Кани, або як вона називає себе в цьому оповіданні — Канайонесс Даера. Події розвиваються у одному з замків внутрішньої розвідки Меекхану, Щурів. Один з чільних представників зовнішньої розвідки, Хортів, Вельґеріс, прибуває в замок, щоб дізнатись, що сталось в Ґлеввен-Он — селі, яке згідно з офіційною історією, разом з половиною полку меекханської піхоти, вирізали бандити. Щурі приховують, що насправді всі, хто вижили з того села та полку — знаходяться в цьому замку. Через спогади дівчини Неалли, яка є бранкою замку і володіє силою малювати магічно-небезпечні малюнки, розкриваються події в Ґлевен-Он: Канайонесс утекла звідкись, і заховалась у селі, Неалла знайшла її в стані близькому до безумства, вигодувала і виходила. Ті, хто шукали Канайонесс, знайшли її, вона відчула це і хотіла втекти, але Неалла настояла на соєму бажанні залишити старшу подругу біля себе. На наступний день на село напали демони-монстри, знищуючи і перетворюючи в нових монстрів все живе, разом з половиною меекханського полку, маг якого відчув якісь дивні збурення в Силі й вирішив перевірити. Канайонесс «змінює» трьох дітей, даючи їм силу вбивати монстрів, також «змінює» Неаллу даючи їх можливість створювати магічні образи — зображення через які можна переходити як через портали, що дає їй можливість втекти. Саме цих четверо дітей і знаходяться під охороною в замку Щурів. Розвідники доходять згоди щодо обміну інформації, в цей момент на замок здійснює напад воїн, який суттєво перевищує в силі всіх присутніх, вирізаючи весь гарнізон охорони. Один з поранених Щурів випускає дитину яка колись вбивала демонів, і разом з Йатехом, якого в той самий час провела через портал Мала Кана власною персоною, їм вдається  зупинити вбивцю. Мала Кана впізнає у пораненому вбивці «свою сесрту» (Іавву), і на прощання, стирає пам'ять Неалли про те, як її бажання утримати при собі подругу породило безкінечний жах.

#### Кожен отримає свою козу
Шоста рота прибуває в долину Маверс з метою охорони місцевого фестивалю — «Місяця викрадача кіз». Кількасот років тому в долині зникли майже всі кози та вівці. Старійшини порадились і вирішили об'єднати залишки стад на кілька років для того, щоб відновити популяцію, а раз на рік проводити свято, під час якого дозволяється викрадати чужих кіз та овець під повернення за невеликий викуп — щоб дати розвагу гарячим головам. Традиція залишилась, і фестиваль збирав гостей та торговців з усіх околиць. Кеннет знайомиться з Лидією, племінницею місцевого чаклуна і матір'ю Меегали, маленької дівчинки яка марить тим, що вкраде собі козу. Несподівано над містом невідомо звідки починають з'являтись кози і вівці. Розшуки приводять до місцевого дурника, який вважає себе магом і проводить ритуал викликання кіз. Меегала починає істерику з вимогою собі кози, під час якої тисячі кіз та овець і далі продовжують сипатись на місто, і заспокоїти її вдається тільки вручивши їй козеня. Маг пояснює, що його аспект магії — «малий камінь» — вочевить переався малій, і вона витягувала тих овець та кіз з минулого. Маги разом з одним з Щурів прибувають за винуватцем подій, і їм віддають дурника — оскільки дитина в далині від єдиного джерела «малого каменю» і так не зможе демонструвати ніякої магії, і не зможе стати справжнім магом в академії. Кеннет погоджується на це під обіцянку старого мага доглянути і виховати дитину самостійно.

### Схід-Захід
На Сході назріває нова війна з кочівниками, із провісниками якої стикаються члени вільного чаардану (кінного загону) уславленого меекханського генерала Ласкольника.

#### Світло на лезі меча
На Заході, в Понкее-Лаа, портовому місті, яке колись входило до складу імперії Меекхан, молодий злодій на ім'я Альтсін займається розслідуванням викрадення релігійного артефакту — меча бога війни Реаґвира. В процесі розслідування він прокрадається в храм Реаґвира і виявляє, що справжній меч на місці, а викрадено тільки підробку, яку власне жреці й демонстрували публіці. Справжній меч все ще на місці і жреці останні кілька десятиліть страчують на ньому людей заради демонстрації чудес. На цей раз жертвою меча повинна статти зеекхійська чаклунка, донька якої й викрала меч-підробку з вимогою відпустити матір. Альтсін раниться об меч, але не може врятувати чаклунку. Тоді на прохання матері й доньки він дає їй отруту.

#### Мішок, повний змій
Альтсін за дорученням ліги злодіїв намагається вислати з міста свого товариша, Санвеса — злодія, ловеласа, гравця і дурня, який саме втрапив у неприємності. Санвес просить допомогти йому виконати доручення, яке він вже програв у кості — підкинути пакет в одному з шляхетських будинків. Під час спроби виконати це завдання Санвеса вбивають, а Альтсіна поранено. Зрозумівши, що це була пастка, підлаштована амбітним молодим бароном сек-Ґресом з метою змінити баланс сил у місті, Альтсін вирішує помститись сек-Ґресу. Він контактує з баронессою Левендер, коханкою загиблого Санвеса, і пропонує передати гаманець, яким сек-Ґрес оплатив роботу Санвеса, як доказ того, що це все було виставою, графу Терліху — єдиному глядачу цієї вистави. Левендер погоджується і запрошує Альтсіна під виглядом капітана галери на прийом до графа. На прийомі сек-Грес свариться з Альтсіном, викликає його на дуель і замалим не перемагає. У Альтсіна стається видіння від лиця давнього бога, в ході якого він вбиває сек-Греса. Як стає зрозумілим Альтсіну, Левендер була також коханкою сек-Греса і саме вона звела його з Санвесом. Терліх повідомляє пораненому Альтсіну, що він знав все про інсценування сек-Греса, і, будучи в свій час зцілений чудом жреців Реаґвира, не вбиває його, а вимагає покинути місто.

#### Обійми міста
Після п'яти років мандрів Альтсін повертається в Понкее-Лаа. Його переслідують видіння давніх битв і він шукає спосіб позбутись їх. Він зустрічається зі своїм давнім покровителем, ватажком портових злодіїв, Цетроном, і дізнається, що фанатичний граф Терліх фактично монополізував владу в місті й заходився очищати місто від злочинності за допомогою сталі та магії. Ліга злодіїв мала б протидіяти цим спробам, але чинний голова ліги Ґригас слабкий і не робить цього. Цетрон планує скинути Ґригаса, але не довіряє Альтсіну, якого не бачив багато років. Розставшись з Цетроном, Альтсін отримує пропозицію від Ґригаса вбити Цетрона. Його приводять у таємне лігво Ґригаса, щоб обговорити умови, але це виявляється маневром, щоб викрити лігво і провести скоординовану атаку на Ґригаса.

#### Річка споминів
Невдовзі після цього Альтсін звертається по допомогу до місцевого ясновидця, старого сліпого Явиндера. Явиндер скидає Альтсіна в ріку, де той мало не тоне, але в процесі чого в нього з'являються видіння і розкривається історія бога Реаґвира, його безумства і того, як його друзі, діти й союзники повстали проти нього. Явиндер розказує Альтсіну про те, що Терліх хоче знищити Цетрона, й Альтсін повертається в місто. В порту відбувається магічна війна, в якій, окрім звичних магів і солдат, також воюють чотирнадцять Правдених — особливих непереможних воїнів Терліха. Альтсін відволікає їх на себе, але знищує їх Йатех, який також повідомляє йому, що Мала Кана його шукає. Альтсін втікає, пірнаючи в річку, і знову бачить видіння. Явиндер рятує його вдруге й обороняє від Малої Кани. Він сам — втілення бога ріки, і він пояснює Альтсіну, що порізом руки і торканням руків'я меча він поєднав себе з Кулаком Битви Реаґвира — проклятим шматком душі древнього бога, який тепер намагається вселитись у нього. Альтсін вирішує, що йому допоможе одна зеекханська відьма, яка колись заборгувала.

### Небо зі сталі
Поступово сюжетні лінії та персонажі починають перетинатися між собою, коли виявляється, що всі головні персонажі так чи інакше пов'язані з могутніми та таємничими магічними силами, що вириваються з інших темних світів. У романі «Небо зі сталі» сюжетні лінії «Півночі» та «Сходу» сходяться в одну, коли народ фургонників-верданно, що колись залишив степи і став частиною жителів імперії Меекхан, вирішує повернутися на батьківщину. У цьому фургонникам допомагає рота Гірської Варти та вільний чаардан Ласкольника.

### Пам'ять усіх слів
Деана д'Клелан в наслідок чергового конфлікту у посленні вирушає у добровільне вигнання, на прощу до святого для іссар місця Кан'нолет. Караван, з яким вона рухається, вирушає раніше запланованого, і втрапляє в засідку. Деану беруть в полон, разом з сліпим Оменаром, принцом з далекого піведнного князівства Білого Коноверину і Самієм, його довіреним слугою. Деана організовує втечу. Вони прибувають в Коноверин, виявляється що старший брат Оменара, попередній князь — вбитий, і Оменар повинен перебрати на себе владу, і укріпити свою позицію в палацових інтригах. Деана досліджує місто і дізнається, що в Коноверині, економіка якого здебільшого базується на рабській праці, назріває бунт рабів, який підігрівається як і зовнішніми так і внутрішніми чинниками — переважно з боку сусіднього князівства Камбегії, князь якого, Обрар, є також претендентом на престол Коноверину. Повстання починається, військові не здатні або не хочуть з ним нічого зробити, на допомогу приходить Обрар з військом, який викликає сліпого Оменара на поєдинок в Оці Аґара — св'ятині, колі вогню, вижити в якому можуть тільки люди з кров'ю Аґара, нащадки бога вогню, покровителя Коноверину. Оменар програє поєдинок, Деана вступає в коло і вбиває Обрара — Око не вбиває її, оскільки вона вагітна і носить в собі спадкоємця Оменара. Деана як Обрана, бере під контроль місто.
Паралельно Альтсін прибуває на Амонерію, острів войовничих племен зеехійців. Перебуваючи у Камані, єдиному місті на острові, де безпечно можуть знахоидитись чужинці, Альтсін знаходить притулок у монастирі Баельта'Матран, монахи якого — єдині, хто може більш-менш безпечно подорожувати островом. Пошуки Аонель, про яку він не знає майже нічого окрім імені, йдуть повільно, тож Альтсін займається звичайним монашим життям — просить милостиню, роздає голодним їжу, працює в саду. Під час одного з походів у місто вони знаходять непритомну зеехійську дівчину, яку втекла з піратської галери. Разом з тим Альтсін дізнається, що Аонель стала чорною відьмою, священницею місцевого бога Оума, і знаходиться у долині Дхавії — святому місці зеехійців, про потрапляння у яке чужинця не може бути і мови. Настоятель монастиря застосовує свої зв'язки з відьмами, і домовляється про зустріч Альтсіна з Аонель за умови, якщо Альтсін доставить дівчину додому. Альтсін доставляє її на протилежний кінець острова, де його зустрічають чорні відьми і повідомляють, що Оум хоче говорити з Альтсіном. Альтсін подорожує до долини Дхавії, де знайомиться з Оумом — розумним кораблем з минулого, якого викинуло на берег в ході давно минулої Війни Богів, і якому по її завершенні боги дарували життя. Оум старий і помирає, але вирішує допомогти Кулаку Битви Реаґвира, який в свій час приклав руку до формування народу зеехійців. Альтсін з Аонель повертаються в Понкее-Лаа. Місто наповнене прибічниками Реаґвира, ось-ось спалахне різня на релігійному грунті. Терліх покрив своє тіло татуюваннями авендері, і готується прийняти в себе частину душі бога. Альтсін потрапляє в храм Реаґвира, де його хапають і приковують до Меча. Альтсін отримує видіння від Оума. Оум пояснює, що Реаґвир теж не хоче обіймати його, оскільки Альтсін не захищений татуюваннями, і таке обіймання приведе до змішання їх душ, а не до передачі контролю. Звертає увагу на те, що в спогадах Реаґвира, які пам'ятає Альтсін, відсутня Велика Матір, Баельта'Матран: богиня неймовірної сили, яка зупинила Війну Богів. Вказує на якісь потужні події заворушення на півночі — битва між верданно і се-кохландійцями, десятки тисяч загиблих душ, і перерване Пробудження у муках ана'бога — зародка нового бога, який може набрати сили, коли у нього повірять люди. Чи могла це народжуватись Велика Матір? Ті, хто пам'ятали її слова — знали, що вона з майбутнього. Але їй потрібна допомога, бо змінене минуле змінить сучасність, і є багато охочих зробити це. Альтсін і Кулак Битви вирішують змішатись.
Через усю книгу у вигляді інтермісій проходить лінія Канайонесс, Іавви та Йатеха. Канейонес грає у кості з Ейфрою, богинею волі, щоб знайти Альтсіна. Вона бере участь у грі довкола Коноверину з іншими богами, час від часу втручаючись у події смертних — допомагає втекти Деані, спілкується з Оумом, підговорює Терліха, але поведінка смертних постійно ламає її плани.
В епілозі воїни Гірської Варти, що прибули до північного кордону, виявляють, що практично всі племена агерів сконцентрувалися біля імперських рубежів.

## Персонажі
Північ:
- Кеннет-лив-Даравит — молодий рудоволосий лейтенант Гірської Варти, командир шостої роти («Червона Шістка»), один із головних протагоністів серії.
- Варгенн Велерґорф — десятник у роті Кеннета, горець за походженням, сивий і вусатий чоловік із племінними татуюваннями на обличчі та руках.
- Андан-кейр-Треффер — наймолодший з десятників Кеннета, невисокий і кряжистий чоловік.
- Борегед, або Різник зі Рвіта — великий шаман гірського племені «агерів», який володіє магією підпорядкування духів, немолодий та худорлявий, зріст близько п'яти футів (що суттєво для представників його народу).

Південь:
- Йатех д'Кллеан — молодий воїн із народу іссарам, чиї звичаї наказують приховувати обличчя від чужинців, один із центральних персонажів циклу. Блискуче володіє мечами, у сімнадцять років найнявся найманцем-охоронцем у сім'ю купця-меекханця.
- Ерін-кер-Ноель — багатий меекханський купець, який взяв Йатеха на службу; батько двох дітей: Ерафа та Ісанель. Дядько Герґена-кер-Ноеля.
- Герґен-кер-Ноель — лейтенант Двадцять Першого полку Леопарда, племінник меекханського купця Еріна-кер-Ноеля.
- Ісанель — молода дівчина, дочка Еріна-кер-Ноеля, кохана Йатеха.
- Ераф — молодий хлопець, син Еріна-кер-Ноеля. Навчається у храмовій школі та у гувернерів.
- Деана д'Кллеан — неодружена жінка з народу іссарам, сестра Йатеха, яка присвятила себе оволодінню бойовим мистецтвом і досягла у цій справі великої майстерності.
- Ленґна х'Леннс — іссарійка, що ненавидить Імперію та все з нею пов'язане.
- Канайонесс Даера, або Мала Кана — таємнича дівчина, що має незвичайну магічну силу, відрізняється дивною поведінкою та манерою розмови. Про неї відомо мало, що зустрічаються з нею персонажі знаходять її могутньою, але відзначеною безумством. Знайшла і врятувала в пустелі вмираючого Йатеха, щоб зробити його своїм особистим слугою, охоронцем та воїном.
- Іавва — світловолоса неговірка дівчина, неймовірно спритна убивця. Врятована Малою Каною, яка називає її «своє сестрою».

Схід:
- Кайлін — молода дівчина, чистокровна меекханка, яка в дитинстві втратила батьків і була вихована в прийомній сім'ї з народу фургонників-верданно. Володіє забороненою в імперії магією закликати і впускати в себе душі живих істот, проте не використовує свій дар зловмисно, а лише впродовж багатьох років тримає біля себе дух свого улюбленого пса, з яким може «з'єднуватися» в хвилини небезпеки. Перебуває у чаардані (загоні) Генно Ласкольника.
- Генно Ласкольник — легендарний меекханський генерал, який шанується як герой війни з кочівниками і творець імперської кінноти. Після здобутої перемоги і фактично порятунку Меекхана був нагороджений імператором, однак так і не знайшов свого місця у світському суспільстві і став ватажком вільного чаардану — загону кіннотників, що несли службу на східних кордонах імперії. Як і багато хто в його чаардані, володіє забороненою в імперії магією, має здатність розуміти коней.
- Дагена Оанитер — дівчина зі степового племені геарисів, спадкова чарівниця, що володіє забороненою магією зв'язку з духами. Подруга Кайлін, разом із нею перебуває у чаардані Ласкольника. Носить із собою безліч амулетів та племінних прикрас. У небезпечні хвилини закликає на допомогу предків, у тому числі покійну бабусю, чиї останки возить із собою у мішечку.
- Кошкодур — член чаардану Ласкольника та його довірена особа, колись імперський солдат, що боровся під керівництвом Ласкольника під час війни з кочівниками, що став розбійником. Ласкольник, який розбив його банду, запропонував Кошкодуру порвати зі злочинним життям і знову служити під його початком. Як і багато підібраних Ласкольником людей, має особливу силу — є «Двоформним», тобто може перетворюватися на великого лева.
- Йавенир, або Дитина Коней— вождь се-кохландійців, що носить титул Батько війни, на момент початку основних подій циклу — дев'яностолітній старий. Звістка про його передбачувану хворобу та швидку смерть служить зав'язкою сюжету та відправною точкою подій роману «Небо зі сталі». Чудовий тактик, що відрізняється хитрістю, підступністю та жорстокістю, завдяки яким впродовж багатьох десятків років утримував владу над багатьма кланами.

Захід:
- Альтсін — молодий злодій із портового міста Понкее-Лаа, сирота, з дитинства пов'язаний із могутньою злодійською гільдією міста. Альтсін користується у колег репутацією дуже вмілого, але водночас ризикового та безрозсудного злодія, його часто наймають або вербують для особливо складних та небезпечних доручень.
- Цетрон-бен-Ґорон на прізвисько Товстий — один із найвпливовіших і шанованих людей у місті та голова власної злодійської гільдії, що входить до злочинного об'єднання «Ліга Капелюха», великий чоловік середнього віку. Має чималу владу в місті і користується повагою як у злочинців, так і у звичайних городян, яким дає позички або захищає від свавілля за лояльність до Ліги.
- Явиндер — старий сліпий віщун із міста Понкее-Лаа, що живе в хатині на невеликому річковому острівці. Попри те, що бере за свої послуги дуже дорого і, очевидно, повинен був зібрати чималі багатства, його хатина і меблі збиті з хламу, що приноситься рікою. Сили Явиндера пов'язані з річкою Ельгаран, його вік набагато більше, ніж може уявити звичайна людина.
- Терліх — граф у Понкее-Лаа. Хитрий політик, який маніпуляціями підібгав під себе владу у місті. Палкий віруючий Реаґвира, був свого часу зцілений ним.

Коноверин:
- Оменар — сліпий принц, а згодом князь Білого Коноверину. Поліглот, гуманіст.
- Самій — княжий магаут (погонич слона), наближений Оменара. Він же — Око Аґара, авендері бога вогню.
- Сухі — «павук», княжий отруйник, лікар, наближений Оменара.
- Деменая — Королева Невільників.
- Обрар Полум'яний — князь Камбегії, претендент на престол Коноверину.
- Варала — перша княжа наложниця.

Амонерія:
- Аонель — молода зеехійка, чаклунка. Пізніше — Чорна Відьма гамлаків у долині Дхавії, Голос Оума.
- Енрог — пріор монастиря Братів Нескінченного Милосердя в Камані.
- брат Найвір — невеликий балакучий монах ордену Братів Нескінченного Милосердя в Камані, товариш Альтсіна.
- брат Домаг — кремезний мовчазний монах ордену Братів Нескінченного Милосердя в Камані, товариш Альтсіна.
- Инао — зеехійська дівчина, знайдена в каманському порту, втікачка з міттарської галери.
- Ґуалара — найстаріша відьма клану удруїх.

## Переклади
Книги серії перекладено наступними мовами:
- чеською видавництвом «Laser»[3]:
  - Wegner, R.M. (2011). Sekera a skála, meč a žár. Praha: Laser. с. 505.
  - Wegner, R.M. (2013). Šíp a vítr, dýka a moře. Praha: Laser. с. 560.
- українською видавництвом «Рідна мова»[4]:
  - Веґнер, Р.М. (2019). Оповістки з Меекханського прикордоння. Північ-Південь [5]. Київ: Рідна мова. с. 520. {{cite book}}: стрип-маркер ref в |title= на позиції 55 (довідка)
  - Веґнер, Р.М. (2020). Оповістки з Меекханського прикордоння. Схід-Захід. Київ: Рідна мова. с. 520.
  - Веґнер, Р.М. (2021). Оповістки з Меекханського прикордоння. Небо зі сталі. Київ: Рідна мова. с. 544.
  - Веґнер, Р.М. (2023). Оповістки з Меекханського прикордоння. Пам’ять усіх слів. Київ: Рідна мова. с. 568.
- російською видавництвом «АСТ»[6]:
  - Вегнер, Р.М. (2016). Сказания Меекханского пограничья: Север-Юг. Москва: АСТ. с. 574.
  - Вегнер, Р.М. (2016). Сказания Меекханского пограничья: Восток-Запад. Москва: АСТ. с. 672.
  - Вегнер, Р.М. (2017). Небо цвета стали. Москва: АСТ. с. 768.
  - Вегнер, Р.М. (2018). Память всех слов. Москва: АСТ. с. 800.
  - Вегнер, Р.М. (2019). Каждая мертвая мечта. Москва: АСТ. с. 857.

Оповідання «Кожен отримає свою козу» було перекладено литовською Гінтавтасом Іваніцкасом та видано в електронному форматі у 2017 році.

## Критика
Твори циклу (як романи, так і оповідання) в цілому отримують схвальні відгуки як на території Польщі, так і за її межами.
 Польське сприйняття
Вітчизняні критики вказують на високу якість бойових описів, стратегій та тактики, до якої вдаються герої під час подій циклу, зокрема про це говорить Габріел Камінський з порталу Ksiazka.net.pl, водночас виокремлюючи «дотепні вставки, які не дають можливості відірватися від подальшого ходу подій». Ще одним позитивним аспектом циклу є його атмосферність. Мацей Рибицький з порталу Fantasta.pl пише: «сцени, які запам'ятовуються надовго, герої, з якими можна зблизитися — це те, що важко зрозуміти, тому ми хочемо повернутися в цей світ». Саспенс творів циклу визначається схвально. Рафал Слівяк з WP.PL акцентує увагу на тому, що «Інтриги окремих історій також ідеально побудовані, завдяки чому їх читання постійно тримає в напрузі». Важливо зазначити, що окрім безпосередніх подій, літературні критики із «Zaginiona Biblioteka» вказують на глибоке опрацювання історії світу та описів його природи.
 Українське сприйняття
Українська аудиторія, так само як і польська, схвально сприйняла книги серії. Світлана з YouTube-каналу «КнигоСвіт» вказує на детальне опрацювання всесвіту: його звичаїв, релігій, традицій, зазначаючи, що «автор виконав колосальний об'єм роботи». Схожої думки є критики з порталу «Світ фентезі», які водночас порівнюють цикл з трилогією «Перший закон» англійського фантаста Джо Аберкромбі, вказуючи на деяку диспропорцію в окремих частинах циклу між світом та його персонажами. У той же час схвально приймається детальний та динамічний опис бойових дій.
 Російське сприйняття 
Твори циклу були тепло сприйняті російською публікою, зокрема у 2016 році журнал «Світ Фантастики» надав «Оповісткам з Меекханського прикордоння» звання «Книга року», зазначивши, що «у циклу майже немає слабких місць багато в чому через реалістичний стиль, завдяки якому вигаданий польським письменником світ і герої, які там живуть, виглядають абсолютно достовірно». Користувачі порталу «Лабораторія Фантастики» оцінили цикл у 8.70 з 10, що надало можливість увійти до топ-100 фантастичних серій за версією порталу.
 Чеське сприйняття
Чеська аудиторія схвально сприйняла перші книги циклу. На сайті Databazeknih.cz перша книга отримала 87 % схвальних відгуків. Користувачі сайту зазначають, що Роберту Веґнеру вдалося розповісти хорошу історію, дозволяючи читачеві емпатично пережити усі події творів. Водночас більшість користувачів вказує на те, що найкращими є частини про Гірську Варту. Редакція веб-видання «Sarden» вказує на посередню якість оповідань окремо одне від одного, однак при їх поєднанні світ сприймається інакше, що на додачу до детальних бойових сцен дозволяє відчути атмосферу циклу.

## Нагороди та номінації
Нагороди:
- 2009 — Премія імені Януша Зайделя за оповідання «Усі ми — меекханці»;
- 2011 — Премія «Сфінкс» за оповідання «Найкращі, яких можна купити»;
- 2012 — Премія імені Януша Зайделя за роман «Небо зі сталі»;
- 2013 — Премія «Сфінкс» за роман «Небо зі сталі»;
- 2013 — Срібна премія імені Єжи Жулавського за роман «Небо зі сталі»;
- 2014 — Премія «Найкращий дебют» від Європейської спільноти наукової фантастики;
- 2015 — Премія імені Януша Зайделя за роман «Пам'ять усіх слів»;
- 2016 — Срібна премія імені Єжи Жулавського за роман «Пам'ять усіх слів»;
- 2019 — Премія імені Януша Зайделя за роман «Кожна мертва мрія»;
- 2019 — Срібна премія імені Єжи Жулавського за роман «Кожна мертва мрія».

Номінації:
- 2007 — номінація на Премію «Наутилус» за оповідання «І будеш муром»;
- 2009 — номінація на Премію «Наутилус» за оповідання «Усі ми — меекханці»;
- 2010 — номінація на Премію «Наутилус» за оповідання «Найкращі, яких можна купити»;
- 2011 — номінація на Премію «Сфінкс» за оповідання «Колесо з вісьмома шпицями».